# 53e (Welshe) Infanteriedivisie

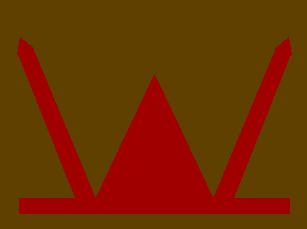
Insigne van het Welshe 53e Infanteriedivisie

De 53e (Welshe) Infanteriedivisie (Engels: 53rd (Welsh) Infantry Division) was een Britse infanteriedivisie die in zowel de Eerste Wereldoorlog als de Tweede Wereldoorlog vocht.

## Geschiedenis

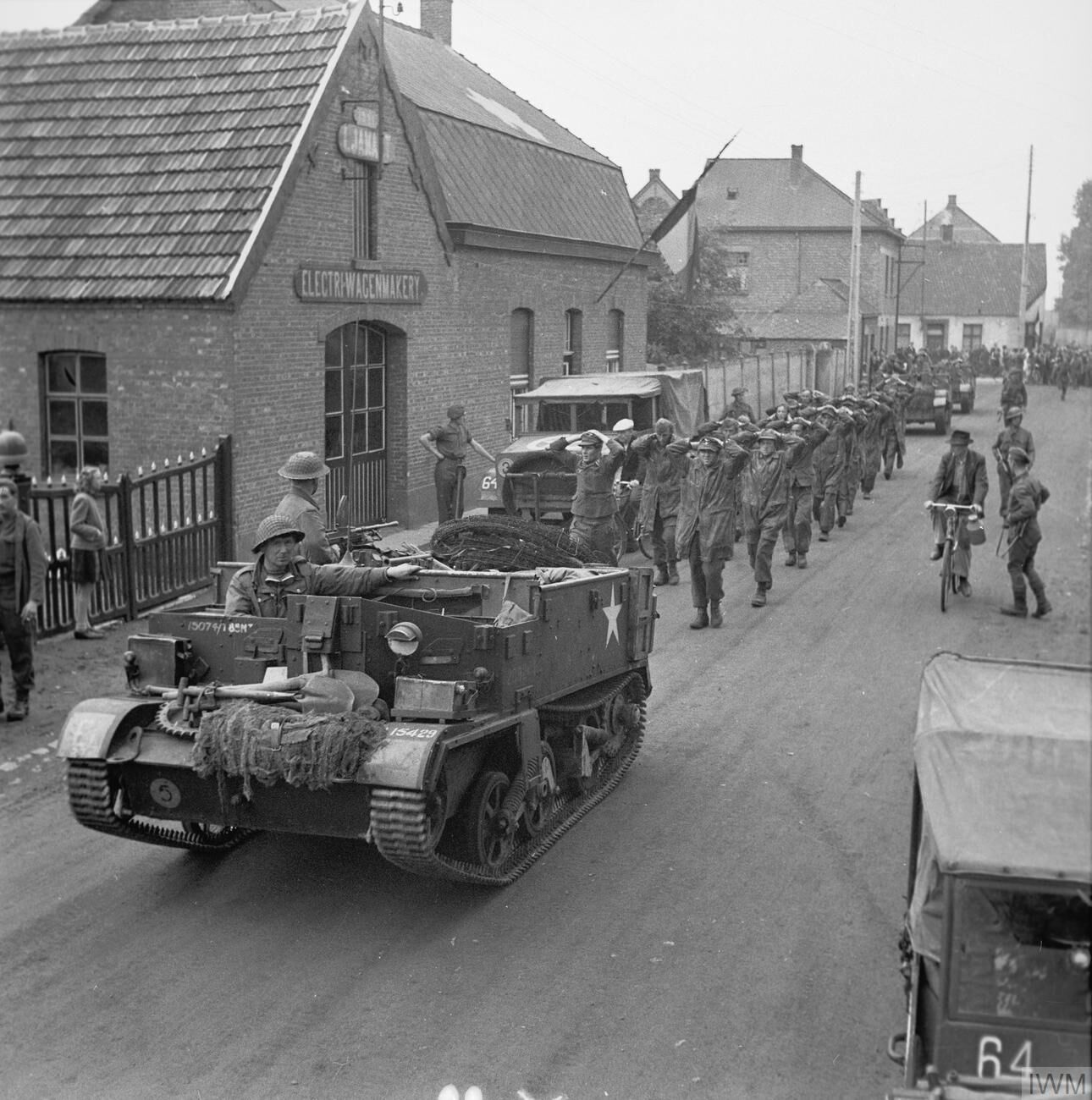
Soldaten van de 53rd Divisie escorteren gevangengenomen Duitse soldaten tijdens Operatie Market Garden, september 1944

De 53e (Welshe) Infanteriedivisie nam tijdens de Eerste Wereldoorlog deel aan de Slag om Gallipoli en de Eerste slag om Gaza. Na de oorlog bleef de divisie actief. 
Tussen 1939 en 1940 maakte de divisie deel uit van de Home Defence Forces of the United Kingdom en was gelegerd in Wales. In april 1940 werd de divisie verplaatst naar Noord-Ierland, waar ze tot november 1941 bleef. Tussen 1941 en 1943 was de divisie belast met de verdediging van Kent en de zuidkust van Engeland. De 53e (Welshe) Infanteriedivisie maakte deel uit van het 2e leger. In oktober 1943 werd de 159ste Infanteriebrigade van de 53e overgeheveld naar de 11e Pantserdivisie en werd de 71ste Infanteriebrigade toegevoegd aan de 53e. Tot Operatie Overlord was de divisie bezig met trainen. 
Op 28 juni 1944 landde de 53e (Welshe) Infanteriedivisie in Normandië en werd toegevoegd aan het 12e Legerkorps. De divisie nam deel aan Operatie Goodwood en bij gevechten om de Zak van Falaise. De 53e (Welshe) Infanteriedivisie rukte op richting Nederland en bevrijdde op 24 oktober 1944 ’s-Hertogenbosch. 
In december 1944 werd de divisie toegevoegd aan het 30e Legerkorps en was een van de Britse divisies die betrokken was bij de Slag om de Ardennen. De divisie nam ook nog deel aan Operatie Veritable. Op 30 maart 1945 nam de 53e Welsh Division deel aan de Tankslag in het Woold nabij Winterswijk, waarbij ze tien tanks verloor.
De 53e (Welshe) Infanteriedivisie eindigde de oorlog in Hamburg. De divisie was later gelegerd in het Rijnland en werd in 1947 ontbonden om de 2e Infanteriedivisie in Duitsland te hervormen. Een jaar later werd de divisie nieuw leven ingeblazen om te dienen als onderdeel van het Britse Territorial Army. In 1968 werd de 53e (Welshe) Infanteriedivisie definitief ontbonden.